# Вьейвинь (Верхняя Гаронна)
Вьейви́нь (фр. Vieillevigne, окс. Vièlhavinha) — коммуна во Франции, находится в регионе Юг — Пиренеи. Департамент — Верхняя Гаронна. Входит в состав кантона Вильфранш-де-Лораге. Округ коммуны — Тулуза.
Код INSEE коммуны — 31576.

## География
Коммуна расположена приблизительно в 610 км к югу от Парижа, в 29 км к юго-востоку от Тулузы.
На севере коммуны проходит Южный канал.

## Климат
Климат умеренно-океанический. Зима мягкая и снежная, весна характеризуется сильными дождями и грозами, лето сухое и жаркое, осень солнечная. Преобладают сильные юго-восточные и северо-западные ветры.

## Население
Население коммуны на 2010 год составляло 305 человек.
| 1962 | 1968 | 1975 | 1982 | 1990 | 1999 | 2010 |
| ---- | ---- | ---- | ---- | ---- | ---- | ---- |
| 120  | 123  | 111  | 124  | 153  | 174  | 305  |

## Администрация
| Период | Период | Фамилия        | Партия | Примечания |
| ------ | ------ | -------------- | ------ | ---------- |
| 2001   | 2008   | Жорж Сильвестр |        |            |
| 2008   | 2020   | Лоран Микель   |        |            |

## Экономика
В 2010 году среди 187 человек трудоспособного возраста (15—64 лет) 162 были экономически активными, 25 — неактивными (показатель активности — 86,6 %, в 1999 году было 68,4 %). Из 162 активных жителей работали 147 человек (78 мужчин и 69 женщин), безработных было 15 (9 мужчин и 6 женщин). Среди 25 неактивных 13 человек были учениками или студентами, 7 — пенсионерами, 5 были неактивными по другим причинам.

## Достопримечательности
- Замок Вьейвинь (XVI век). Исторический памятник с 2001 года[4]